# 第14特務旅団 (ウクライナ国家親衛隊)
第14特務旅団（だい14とくむりょだん、ウクライナ語: 14-та бригада оперативного призначення）は、ウクライナ国家親衛隊の旅団。第1軍団隷下。チェルボナ・カリーナ旅団とも。

## 概要

### ウクライナ国内軍

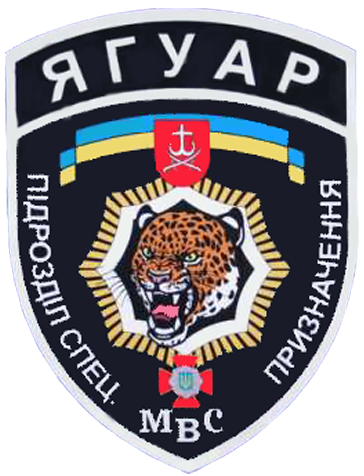
ウクライナ国内軍第8特務連隊章

1994年6月1日、ウクライナ国内軍第8特務連隊ジャガーとしてヴィーンヌィツャ州で創設された。
2012年6月、西部リヴィウ州に配備され、フーリガン対策でUEFA EURO 2012を警備した。

### ドンバス戦争
2014年3月、ウクライナ国内軍の廃止で創設されたウクライナ国家親衛隊に編入した。
2014年4月からドンバス戦争で北東部ハルキウ州、東部ドネツィク州、ルハーンシク州に配備された。
2018年3月24日、ペトロ・ポロシェンコ大統領より、名誉称号「イヴァン・ボフーン」を授与された。

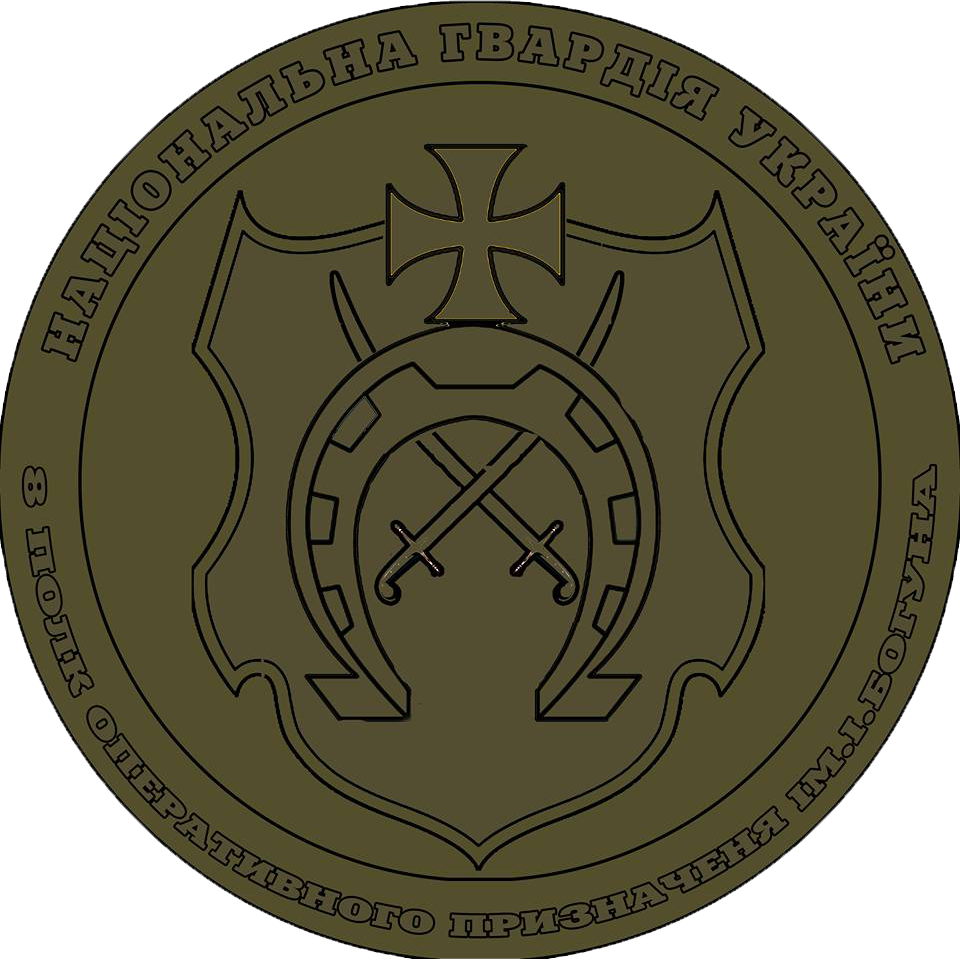
第8特務連隊章
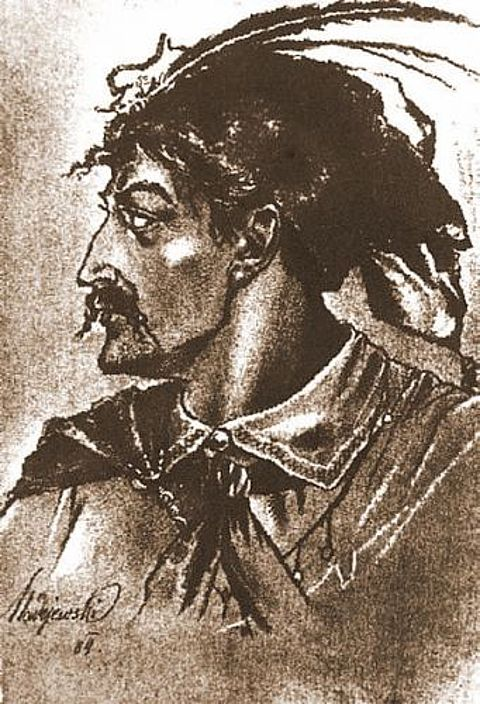
イヴァン・ボフーン

### ロシアのウクライナ侵攻

#### 北部・キーウ戦線
2022年2月24日、ロシアのウクライナ侵攻で北部キーウ州に配備され、ブチャ方面を防御した。3月に独立大統領旅団と共にシュピトキ、ヤスノホロドカ、モティジン、ヴィトリウカを解放し、4月にロシア軍はキーウ方面から撤退した。

#### 東部・セベロドネツク戦線
2022年6月、激戦地の東部ルハーンシク州セヴェロドネツィク地区に再配置され、友軍の救援でセヴェロドネツィク、リシチャンシクを防御したが、7月までに陥落した。
2022年7月27日、ウォロディミル・ゼレンスキー大統領より、勇気と勇敢さに対する栄誉賞を授与された。
2023年1月、部隊増強に伴い、第14特務旅団に改編された。

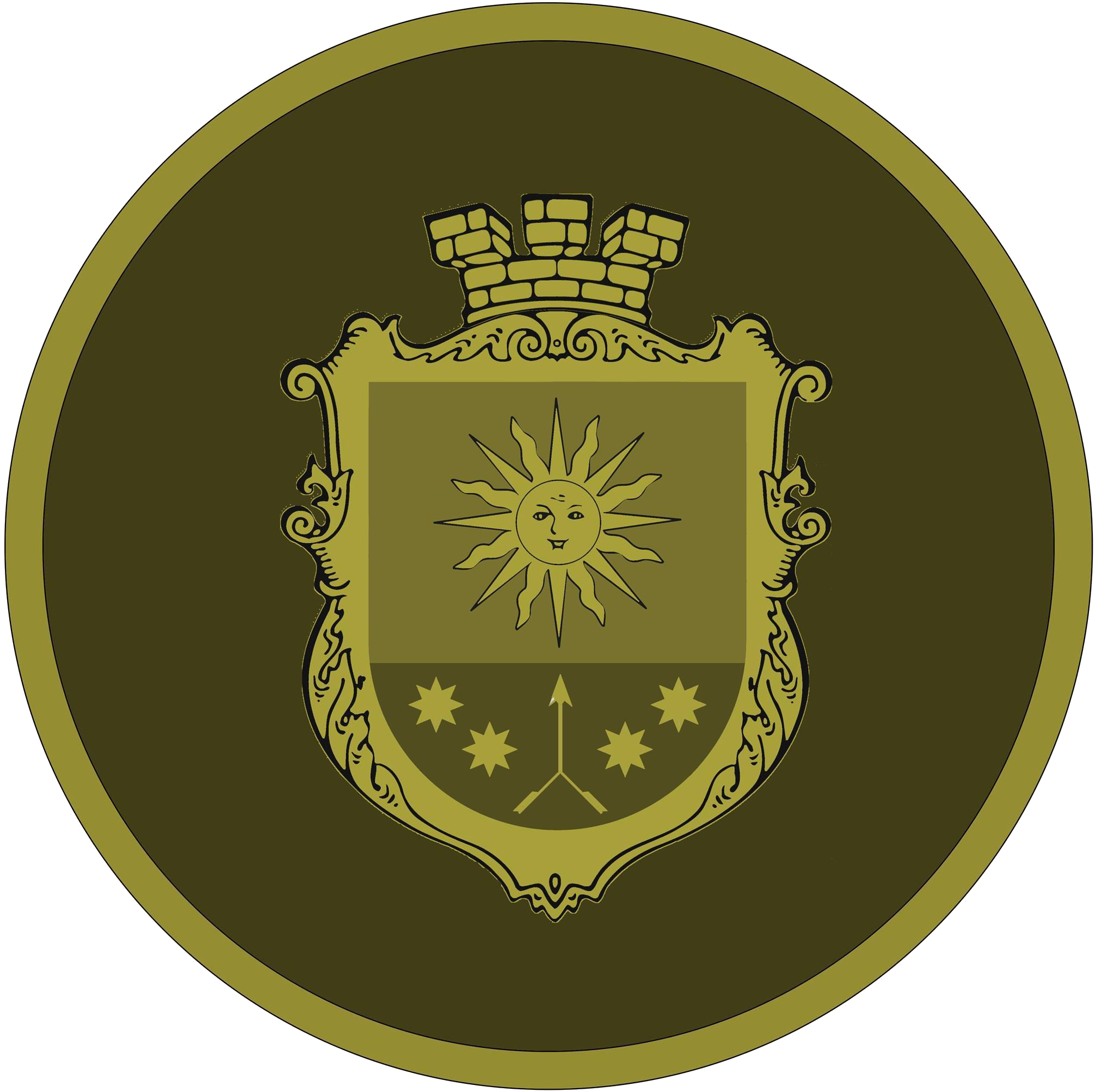
旧第14特務旅団章
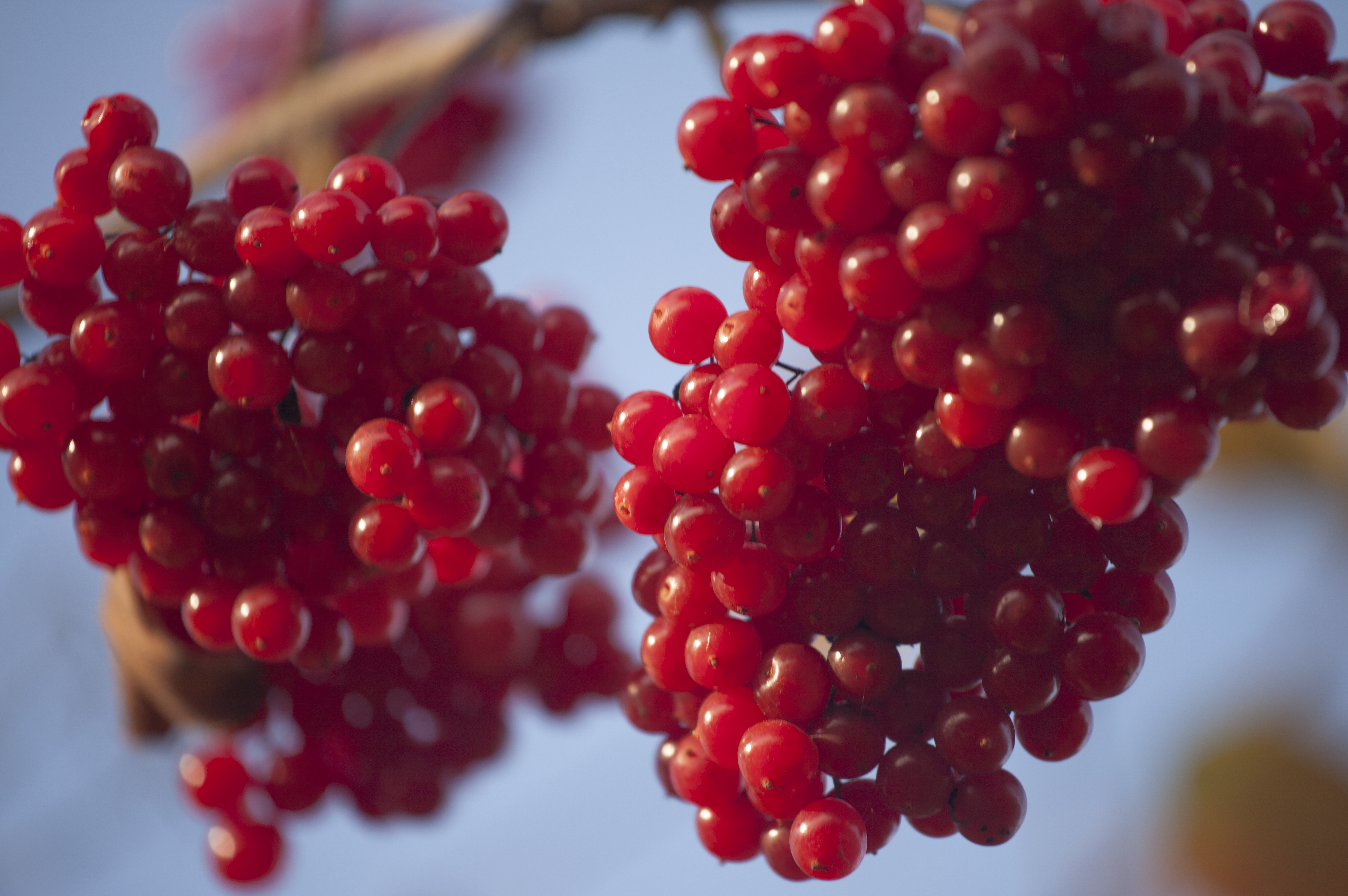
チェルボナ・カリーナ

#### 南部・ザポリージャ戦線
2023年8月、南部ザポリージャ州ポロヒー地区に再配置され、ロボティネ方面に展開した。

#### 東部・ポクロウシク戦線
2024年8月、激戦地の東部ドネツィク州ポクロウシク地区に再配置され、友軍の救援でポクロウシク方面に展開した。

## 編制
- 旅団司令部（カルィーニウカ）
- 第1特務大隊 ジャガー
- 第2特務大隊
- 第3特務大隊
- 第4特務大隊
- 第5特務大隊
- 第6特務大隊

- 砲兵大隊
- 防空大隊
- 戦車中隊
- 工兵大隊
- 兵站大隊
- 偵察中隊
- 通信中隊